# در کالیفرنیای قدیم (فیلم ۱۹۱۰)
در کالیفرنیای قدیم (انگلیسی: In Old California) فیلمی صامت در سبک وسترن به کارگردانی دیوید وارک گریفیت است که در سال ۱۹۱۰ منتشر شد.

## بازیگران
- فرانک پاول
- آرتور وی جانسون
- ماریون لئونارد
- هنری بی. والتهال
- چارلز کِـرِگ
- مک سنت
- چارلز وست